# Blefaritis
La blefaritis (inflamación del párpado) es una de las afecciones oculares más comunes caracterizadas por inflamación, descamación, enrojecimiento y formación de costras en el párpado. Esta condición también puede causar ardor, picazón o una sensación granulada en el ojo. Aunque no es peligrosa para la vista, puede provocar alteraciones permanentes del margen del párpado. La etiología general es el resultado de bacterias e inflamación de las glándulas sebáceas de meibomio congestionadas en la base de cada pestaña. El tratamiento puede tratarse usando gafas de sol y mejorando tu higiene, usar gafas de sol cuando utilizas dispositivos electrónicos (computadoras, teléfonos con alto brillo y televisores)
Las diferentes variaciones pueden clasificarse en seborreicas, estafilocócicas, mixtas, posteriores o meibomitis, o parasitarias. En una encuesta a oftalmólogos y optometristas de EE. UU., del 37 % al 47 % de los pacientes atendidos por los encuestados tenían signos de blefaritis, la cual puede afectar a todas las edades y grupos étnicos. Un estudio en un solo centro de noventa pacientes con blefaritis crónica encontró que la edad promedio de los pacientes era de cincuenta años.

## Signos y síntomas
La blefaritis se caracteriza por la inflamación crónica del párpado, generalmente en la base de las pestañas. Los síntomas incluyen inflamación, irritación, picazón, sensación de ardor, lagrimeo excesivo y formación de costras en los párpados.   Adicionalmente se puede incluir discapacidad visual, como fotofobia y visión borrosa. Los síntomas generalmente empeoran por las mañanas y los pacientes pueden experimentar exacerbación y varias remisiones si no se tratan. Por lo general, es causada por una infección bacteriana o el bloqueo de las glándulas sebáceas de meibomio. Las enfermedades y afecciones que pueden provocarla incluyen: rosácea, dermatitis herpética simple, dermatitis varicela-zóster, molusco contagioso, dermatitis alérgica, dermatitis de contacto, dermatitis seborreica, dermatitis estafilocócica, demodicosis (Demodex) e infecciones parasitarias (p. Ej., Demodex y Phthiriasis). palpebrarum).    
El parásito Demodex folliculorum (D. folliculorum) causa blefaritis cuando está presente en cantidades excesivas dentro de la dermis de los párpados. Estos parásitos pueden vivir durante aproximadamente 15 días. Los parásitos (tanto adultos como huevos) viven en el folículo piloso, habitando la glándula sebácea y apocrina del párpado humano. El contacto directo permite que este patógeno se propague. Los factores que permiten que se multiplique incluyen el tejido hipervascular, las malas condiciones higiénicas y la inmunodeficiencia. En el tratamiento de la blefaritis causada por D. folliculorum, la limpieza mecánica y la higiene adecuada son importantes para disminuir el número de parásitos.
Síntomas asociados

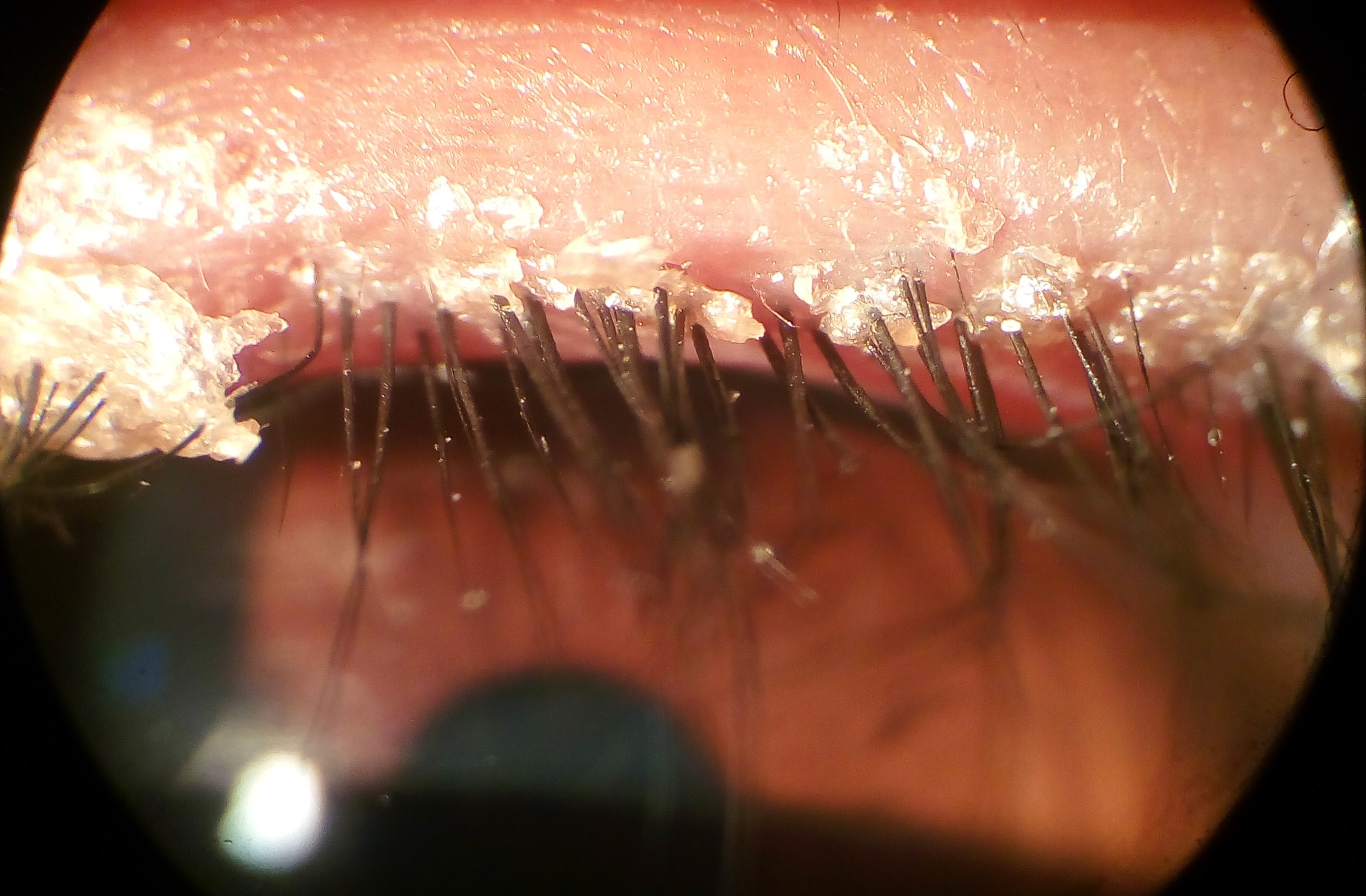
Descamación y restos bacterianos en la base de las pestañas

- Ojos llorosos - debido a lagrimeo excesivo.[7]
- Ojos rojos: debido a vasos sanguíneos dilatados en la esclerótica.
- Párpados hinchados: debido a la inflamación.
- Formación de costras en el margen de los párpados / base de las pestañas / medial canto, generalmente peor al despertar - debido a la acumulación bacteriana excesiva a lo largo de los márgenes de los párpados.[4][5]
- Pegado de los párpados: debido a la formación de costras.
- Picazón en los párpados: debido a la irritación causada por la inflamación y la descamación de la epidermis del párpado.
- Descamación de la piel en los párpados, debido a la película lagrimal suprimida por las glándulas de Meibomio obstruidas.
- Sensación de ardor / ardor en el ojo, o sensación de cuerpo extraño, debido a la formación de costras por bacterias y glándulas sebáceas obstruidas
- Parpadeo frecuente: debido al deterioro de la película lagrimal de las glándulas sebáceas obstruidas que no pueden evitar que las lágrimas se evaporen.
- Sensibilidad a la luz / fotofobia
- Pestañas mal dirigidas que crecen de manera anormal debido al daño permanente en el margen del párpado
- Pérdida de pestañas: debido a la acumulación excesiva de bacterias a lo largo de la base de las pestañas.
- Infección del folículo de las pestañas / glándula sebácea (hordeolum)
- Escombros en la película lagrimal, vistos bajo aumento (contraste mejorado con el uso de gotas de fluoresceína)

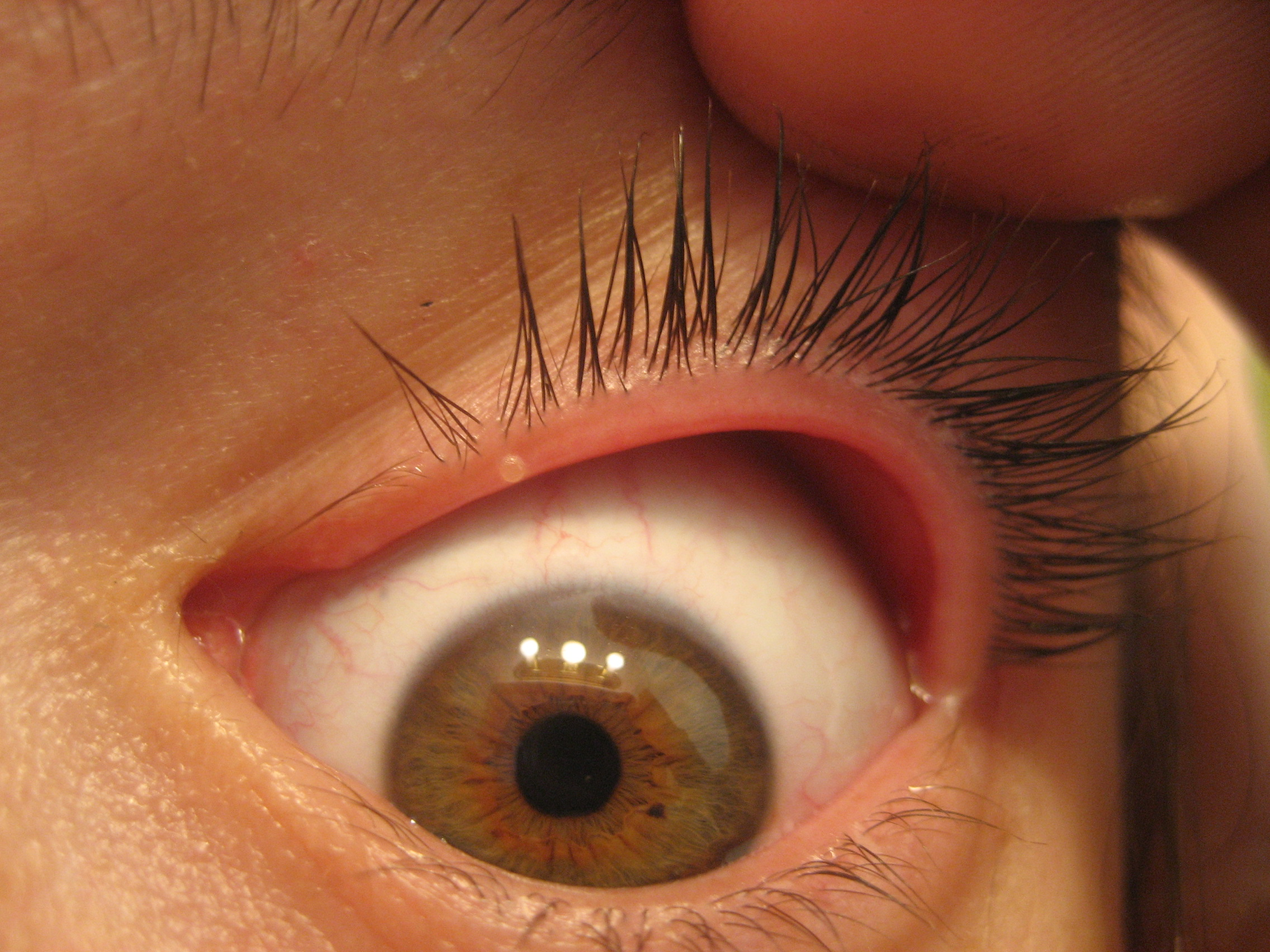
Hordeolum externo

La blefaritis crónica puede provocar daños de diversa gravedad y, en el peor de los casos, puede tener un efecto negativo en la visión. La blefaritis no tratada a largo plazo puede provocar cicatrices en los párpados, exceso de lagrimeo, dificultad para usar lentes de contacto, desarrollo de orzuelo (una infección cerca de la base de las pestañas, que produce un bulto doloroso en el borde del párpado) o un chalazión (un bloqueo / infección bacteriana en pequeñas glándulas sebáceas en el margen del párpado, justo detrás de las pestañas, lo que lleva a un párpado rojo e hinchado), ojo rosado crónico (conjuntivitis), queratitis y úlcera o irritación corneal. Los párpados pueden enrojecerse y tener áreas ulceradas que no cicatrizan y provocar sangrado. También puede causar visión borrosa debido a una pobre película lagrimal. Las lágrimas pueden ser espumosas o burbujeantes, lo que puede contribuir a la cicatrización leve a lo largo de los párpados. Los síntomas y signos a menudo son atribuidos erróneamente por el paciente como "conjuntivitis recurrente".
Síntomas de Blefaritis estafilocócica y blefaritis posterior
Los síntomas incluyen una sensación de cuerpo extraño, esteras en las pestañas y ardor. Se puede observar un collar Archivado el 4 de marzo de 2018 en Wayback Machine. alrededor de las pestañas, una formación en forma de anillo alrededor del eje de las pestañas. Otros síntomas incluyen pérdida de pestañas o pestañas rotas. La condición a veces puede conducir a un chalación o un orzuelo. La blefaritis bacteriana crónica también puede provocar ectropión. La blefaritis posterior o asociada a rosácea se manifiesta por un amplio espectro de síntomas que involucran los párpados, incluida la inflamación y el taponamiento de los orificios meibomianos y la producción de secreción anormal al presionar las glándulas.

## Mecanismo
El mecanismo por el cual la bacteria causa síntomas de blefaritis no se comprende completamente y puede incluir irritación directa de toxinas bacterianas y/o inmunidad celular mediada por S. aureus. 
La blefaritis estafilocócica es causada por una infección de la porción anterior del párpado por  la bacteria estafilocócica. En un estudio de flora ocular, del 46 % al 51 % de las personas diagnosticadas con blefaritis estafilocócica tenían cultivos positivos para Staphylococcus aureus en comparación con el 8 % de los pacientes normales. La blefaritis estafilocócica puede comenzar en la infancia y continuar hasta la edad adulta. Es comúnmente recurrente y requiere atención médica especial. La prevalencia de Staphylococcus aureus en el saco conjuntival y en el margen del párpado varía entre países, probablemente debido a las diferencias en el clima y el medio ambiente. La blefaritis seborreica se caracteriza por la inflamación menor que la b. estafilocócica; sin embargo, causa mayor exceso de aceite o descamación grasienta. La  disfunción de la glándula meibomiana es el resultado de anormalidades en las glándulas meibomianas y la secreción alterada del meibum, que desempeña un papel imperativo para retrasar la evaporación de las películas lagrimales y alisar la película lagrimal para producir una superficie óptica uniforme. La blefaritis posterior es una inflamación de los párpados, secundaria a la disfunción de las glándulas meibomianas. Al igual que la blefaritis anterior, es una afección crónica bilateral y puede estar asociada con la rosácea de la piel. Cada vez hay más pruebas de que, en algunos casos, es causada por los ácaros Demodex.

## Diagnóstico

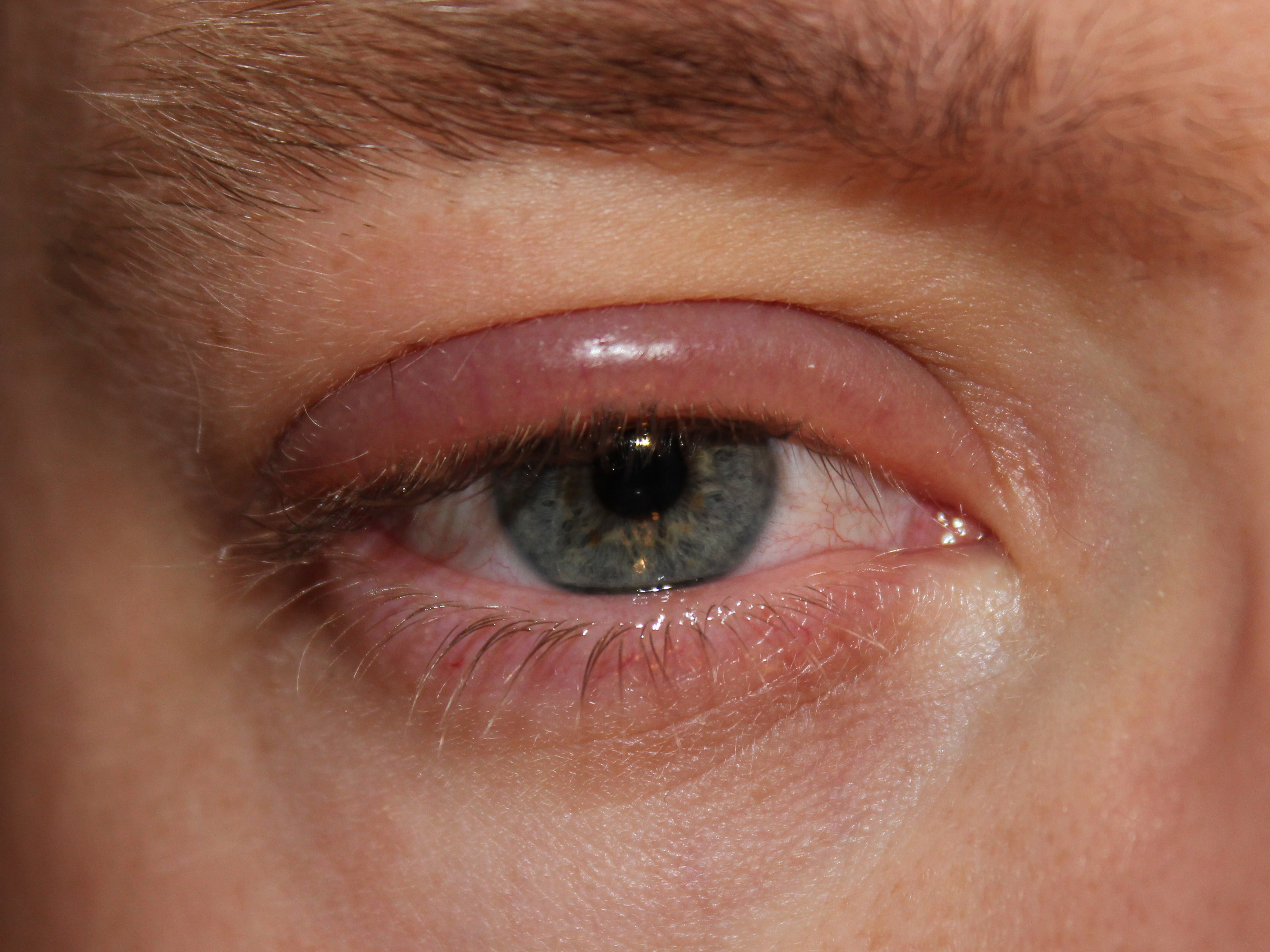
Blefaritis: párpado hinchado y enrojecido

El diagnóstico de la afección se realiza mediante un examen físico debajo de una lámpara de hendidura. Los cultivos se recolectan ocasionalmente para pruebas bacterianas o fúngicas.

### Examen
En todas las formas de blefaritis, los optometristas u oftalmólogos examinan la película lagrimal, que es el método más eficiente para determinar la inestabilidad. El método más utilizado es medir la producción de lágrimas a través del tiempo de ruptura de lágrimas (TBUT), que calcula el intervalo de duración entre parpadeos completos. Esto sirve como una indicación primaria de sequedad regional en la película lagrimal precorneal después de inyecciones de fluoresceína. Si el TBUT es inferior a diez segundos, esto sugiere inestabilidad.
La blefaritis estafilocócica se diagnostica al examinar el eritema y el edema del margen del párpado. Los pacientes pueden exhibir alopecia areata de pestañas y / o mal direccionamiento del crecimiento, triquiasis. Otros signos pueden incluir telangiectasia en el párpado anterior, collaretes que rodean la base de las pestañas y cambios corneales. La blefaritis seborreica se distingue por menor eritema, edema y telangiectasia de los márgenes de los párpados. La blefaritis posterior y la disfunción de la glándula de Meibomio se asocian frecuentemente con rosácea y pueden observarse durante un examen ocular del margen del párpado posterior. Las glándulas de Meibomio pueden aparecer cubiertas de aceite o visiblemente obstruidas.

### Procedimientos
Los cultivos de los márgenes de los párpados pueden ser un indicador claro para los pacientes que sufren de blefaritis anterior recurrente con inflamación severa, además de los pacientes que no responden a la terapia. Las mediciones de la osmolaridad lagrimal pueden ser beneficiosas para diagnosticar el síndrome concurrente del ojo seco (DES), que puede ser responsable de la superposición de síntomas y permitiría al médico descifrar entre las condiciones y avanzar con el protocolo más beneficioso para el paciente. En consecuencia, la medición de la osmolaridad lagrimal tiene varias limitaciones para diferenciar entre deficiencias acuosas y ojo seco evaporativo. La evaluación microscópica de pestañas depiladas puede revelar ácaros, que han sido evidentes en casos de blefaroconjuntivitis crónica. Una biopsia del párpado también puede determinar la exclusión de carcinoma, resistencia a la terapia, o recurrente unifocal chalazión.

## Prevención
La blefaritis es el resultado de bacterias e inflamación de las glándulas sebáceas de meibomio congestionadas en la base de cada pestaña. El lavado de rutina de los párpados ayuda a atenuar los síntomas y a prevenir la blefaritis. Lavar cada párpado durante treinta segundos, dos veces al día, con una sola gota de jabón hipoalergénico (por ejemplo, champú para bebés) y abundante agua puede ayudar.  Algunos médicos pueden recomendar el uso de un tratamiento con ácido hipocloroso dependiendo de la gravedad.

## Tratamiento
La blefaritis es una afección crónica que causa exacerbación frecuente y, por lo tanto, requiere higiene rutinaria de los párpados. Las prácticas de higiene incluyen compresas tibias, masajes de párpados y exfoliaciones de párpados. Una revisión sistemática Cochrane encontró que los antibióticos tópicos son efectivos para proporcionar alivio sintomático y eliminar las bacterias para las personas con blefaritis anterior. Los esteroides tópicos proporcionaron cierto alivio sintomático, pero no fueron efectivos para eliminar las bacterias de los párpados.  Se encontró que las medidas de higiene de los párpados, como las compresas tibias y los exfoliantes de párpados, fueron efectivos para proporcionar alivio sintomático a los participantes con blefaritis anterior y posterior.  
Los oftalmólogos u optometristas pueden recetar un antibiótico oral de baja dosis como la doxiciclina.
Las gotas o ungüentos con esteroides se usan con frecuencia junto con antibióticos y pueden reducir la inflamación de los párpados.

## Investigación reciente
Un estudio realizado en noviembre de 2017 encontró correlación entre la blefaritis y el síndrome metabólico de inicio temprano (MetS). Para investigar la relación, los investigadores utilizaron la base de datos del seguro de salud longitudinal en Taiwán. Los resultados indicaron que la hiperlipidemia y la enfermedad de las arterias coronarias se correlacionaban significativamente con el desarrollo previo de blefaritis. Por lo tanto, se demostró que la blefaritis está significativamente relacionada con el MetS y puede servir como una indicación temprana de la afección.
En otro estudio reciente, la presencia de Demodex se reveló como una causa común de blefaritis. Sin embargo, la patogenia de la demodicosis aún no está clara. En este estudio, los investigadores proporcionan un diagnóstico de la enfermedad y proponen criterios diagnósticos de blefaritis Demodex.